# Malattia vescicolare del suino
La malattia vescicolare del suino (MVS) è una malattia del suino ad alta morbilità e a bassa mortalità, dovuta a un virus della famiglia picornaviridae. 
Malattia soggetta a denuncia internazionale, quando riscontrata impone tra l'altro l'abbattimento di tutti i capi dell'allevamento (stamping out).
Di per sé, la gravità della malattia è assai variabile: essa può infettare gli animali di un allevamento senza che si manifestino lesioni cliniche. Il periodo massimo di incubazione è pari a 28 giorni.
Clinicamente è sovrapponibile all'afta epizootica, ma il virus è più resistente di quello dell'afta. Provoca delle vescicole sul grugno, sulle labbra, sulla lingua e sulla cute dello spazio interungueale (per cui gli animali inoltre zoppicano e si alzano a fatica). Inoltre provoca ipertermia (fino a 41°) e inappetenza. Tuttavia la gravità dei sintomi è estremamente variabile e, soprattutto nei soggetti adulti, i sintomi possono passare inosservati.
La malattia causa ritardo nell'accrescimento ma è di breve decorso (4-5 gg), dopodiché in genere gli animali guariscono spontaneamente. 
Il virus può sopravvivere a lungo al di fuori del corpo, anche nelle carni fresche, è estremamente resistente ai normali disinfettanti e ha la proprietà di essere persistente, è stabile in presenza di un pH compreso tra 2,5 e 12, per cui si rendono necessarie una pulizia e una disinfezione molto approfondite.